# James Ponsoldt
James Ponsoldt est un réalisateur et scénariste américain né en 1978 à Athens (Géorgie).

## Biographie

### Début de carrière
Ponsoldt réalise et écrit en 2003 des court-métrage comme Coming Down the Mountain ou Rush Tickets. 
Il se lance dans le cinéma en 2006 où sort Off the Black. Ce film, dont le personnage principal est joué par Nick Nolte, passe quasiment inaperçu.

### Réalisateur confirmé (depuis 2012)
Son second film, intitulé Smashed sort en 2012. Il est une nouvelle fois écrit par le réalisateur. Smashed est nommé pour de nombreux prix.
En 2013, Ponsoldt réalise son troisième film, The Spectacular Now. Succès critique, notamment au Festival de Sundance où il reçoit le Prix spécial du jury de l’interprétation pour ses deux acteurs principaux, Miles Teller et Shailene Woodley, il permet au réalisateur de se faire connaître du public. Le film est tourné à Athens, la ville d'origine de Ponsoldt. Le sujet abordé, le début de l'âge adulte, est mêlé à une thématique revenant souvent chez le réalisateur, l'alcoolisme. La critique du film est majoritairement positive,. Deux ans plus tard sort The End of the Tour, avec Jason Segel et Jesse Eisenberg.

## Filmographie

### Cinéma
- 2006 : Off the Black
- 2012 : Smashed
- 2013 : The Spectacular Now
- 2015 : The End of the Tour
- 2016 : The Circle

### Courts métrages
- 2003 : Coming Down the Mountain (réalisateur, scénariste)
- 2003 : Rush Tickets (réalisateur, scénariste, producteur)
- 2004 : Junebug and Hurricane (réalisateur, scénariste, producteur)

### Séries télévisées
- 2013 : Parenthood (épisode The M World)
- 2014 : Shameless (épisode Iron City)

### Documentaire
- 2008 : We Saw Such Things

## Distinctions

### Récompenses
- 2013 : Festival international du film de Seattle : Prix FuturWave pour The Spectacular Now
- 2013 : DeadCENTER Film Festival : Prix Best feature pour The Spectacular Now
- 2014 : Georgia Film Critics Association : Prix Oglethorpe pour The Spectacular Now
- 2015 : Festival du film de Sarasota : Prix du meilleur scénario pour The End of the Tour

### Nominations
- 2012 : Festival de Deauville : Grand prix du Festival de Deauville pour Smashed
- 2012 : Festival du film Nuits noires de Tallinn : Meilleur film indépendant nord-américain pour Smashed
- 2012 : Festival du film de Sundance : Grand prix du jury du Festival de Sundance pour Smashed
- 2013 : Festival du film de Sundance : Grand prix du jury du Festival de Sundance pour The Spectacular Now
- 2014 : Festival du film Nuits noires de Tallinn : Grand du jury pour The Spectacular Now
- 2014 : Online Film Critics Society : Meilleur réalisateur dans une série pour Shameless